# بيشر غيل
بيشر غيل هو مجدف كندي، ولد في 14 أبريل 1887 في Elora, Ontario ‏ في كندا، وتوفي في 24 أغسطس 1950 في جرافنهورست في كندا.

## وصلات خارجية
- بيشر غيل على موقع الاتحاد الدولي للتجديف (الإنجليزية)
- بيشر غيل على موقع اللجنة الأولمبية الدولية (الإنجليزية)
- بيشر غيل على موقع أوليمبيديا (الإنجليزية)